# St-André (Antugnac)

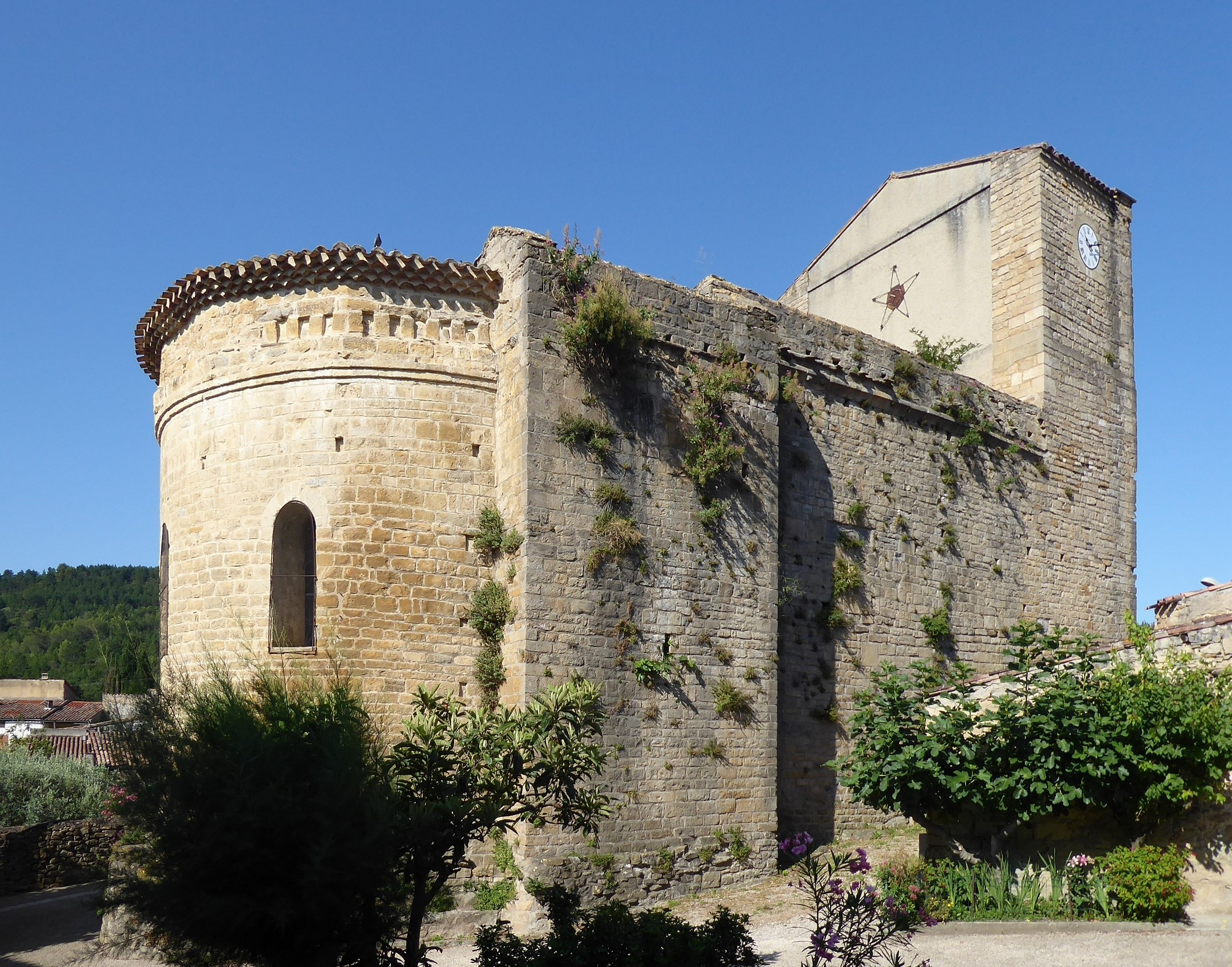
Kirche St-André

St-André ist eine römisch-katholische Kirche in Antugnac im  Département Aude in Frankreich. Die Kirche wurde 1932 als Monument historique klassifiziert.

## Geschichte
St-André entstand im 12. Jahrhundert im Baustil der Romanik. Im Äußeren wirkt das Gotteshaus als einschiffiges Bauwerk mit Halbkreisapsis im Osten, da die Querhausarme nur wenig über die Breite des Langhauses herausragen. Die Querhausarme beherbergen im Inneren jedoch jeweils eine weitere Halbkreisapside, so dass St-André im Osten für die Größe des Bauwerks einen überraschend aufwendigen Drei-Konchen-Chor besitzt. Vermutlich im 14. Jahrhundert erfolgte der Ausbau der Kirche als Wehrkirche. Im 14. Jahrhundert wurde auch der querrechteckige westriegelartige Glockenturm ausgebaut. Nach Beschädigungen in der Religionskriegen musste der Turm 1580 wieder hergestellt werden.